# Joseph Haydn
(Franz) Joseph Haydn (født 31. marts 1732 i Rohrau, død 31. maj 1809 i Wien) var en østrigsk komponist. Haydn skabte sonateformen og den klassiske symfoni i fire satser. Han indledte wienerklassikken og komponerede over 100 symfonier.
Som østriger tilbragte Haydn meget af sin karriere som musiker for den velstående Eszterházy-familie på dens ejendom. Da han stort set var isoleret fra andre komponister og tendenser i musikverdenen, var han, som han selv beskrev det, "tvunget til at være original".
Joseph Haydn var en af wienerklassikkens vigtigste eksponenter sammen med Wolfgang Amadeus Mozart og Ludwig van Beethoven.

## Barndom
Haydn blev født i Rohrau ved den ungarske grænse som søn af en fattig hjulmand, og han voksede op under meget beskedne kår, men i hjemmet og blandt egnens musikalske beboere fandt jævnligt musikopførelser sted, og meget tidligt deltog Haydn. Da hans sjældne evner snart viste sig, overtog en slægtning, rektor Frankh i Hainburg an der Donau, hans undervisning. Under et besøg i Hainburg blev kapelmester Georg von Reutter fra Stephansdom i Wien opmærksom på Haydns smukke sangstemme og hans ualmindelige musikbegavelse. Reutter tog ham med til Wien og gav den otteårige dreng plads i domkoret. I Wien fulgte et par år med kirketjeneste, ivrige studier og deltagelse i stadens rige musikliv, men denne gode og udbytterige periode ophørte, da Haydns stemme gik i overgang, og han blev afskediget fra domkoret. De følgende år var trange for den unge musiker, og først da Haydn omkring 1750 trådte i forbindelse med den da berømte italienske digter og librettist Pietro Metastasio og gennem ham med den ikke mindre ansete komponist Nicola Antonio Porpora, forbedredes hans kår noget, lige som han, rigtignok under lidet opmuntrende forhold, modtog værdifuld undervisning af Porpora.
I løbet af en ti år lang og vanskelig tid tjente Haydn til livets ophold som musiklærer, gademusiker og til sidst kammertjener for den italienske komponist og sangpædagog Nicola Porpora, som også brugte Haydn som klaverakkompagnatør for sine elever. Haydn sagde senere, at det var af Porpora, han lærte grundlaget for komposition. Haydn arbejdede hårdt for at udfylde hullerne i sin uddannelse, og skrev til sidst sine første større værker, en strygekvartet og en opera. Haydns professionelle anseelse steg gradvis i denne periode.
Fra 1754 gav den unge Haydn klaverundervisning til den senere komponist Marianna Martines (1744–1812), som skal have været en fremragende pianist. Haydn boede i huset og gav daglig undervisning mod fri kost.

## Tidlige karriere
Som komponist blev Haydn først kendt ved små klaversonater, der verserede i manuskript, samt ved et humoristisk sangspil: Der krumme Teufel (1751), hvilket senere er gået tabt, men sin egentlige berømmelse lagde han grunden til ved sin første lille strygekvartet, der komponeredes 1755, opførtes i en af Haydns adelige velynderes hjem, og det vakte så meget bifald, at Haydn i hurtig rækkefølge komponerede 18 andre, af omfang ret beskedne, kvartetter, foruden forskellig anden kammermusik og klaversonater, bestemte til selskabelig underholdning.

## Kapelmester
I 1759 blev Haydn ansat som kapelmester for den bøhmiske greve Karl von Morzin på slottet Dolní Lukavice nær Pilsen. For hans orkester skrev Haydn sin første symfoni (D-dur). I 1761 modtog Haydn ansættelse som vicekapelmester ved det rige, berømte Esterházy’ske hof i Eisenstadt, og til de Esterházy'ske fyrstehuse vedblev Haydn at være knyttet — senere som enekapelmester — årrækker igennem under flere vekslende fyrster, hvad ikke blot er karakteristisk for Haydns personlighed, men også har haft en vis betydning for hans kunst. Disse år gik med en rig musikalsk produktion, med prøver og koncertopførelser, det var en arbejdets tid, i hvilken fodture og jagtpartier og særlig små besøg i Wien bragte afveksling. Haydn satte pris på dette afsondrede liv, der ligesom tvang ham til "at blive original", og det patriarkalske forhold over for fyrsten på den ene side og de henved 30 orkestermedlemmer på den anden side stemte godt med hans natur. Dog undertiden — og navnlig efter de oplivende besøg i hovedstaden med dens frodige kunstneriske liv — følte Haydn sig trykket af sin bundne, »tjenende« stilling og utilfreds med de ensformige og snævre forhold. I det hele havde han dog let ved at finde sig til rette og tænkte ikke på at vinde nogen friere, selvstændigere stilling. Hans kompositioner, der opstod i talrig mængde og omfatter ulige genrer (kvartetter og anden kammermusik samt symfonier, kirkemusik og sceniske arbejder til de store festligheder), bærer vidnesbyrd om hans muntre tilfredshed og klare sindsligevægt, der ikke synderlig forandredes ved et 1760 indgået ulykkeligt ægteskab med Maria Anna Keller, datter af en parykmager, en kivagtig, bigot kvinde uden forståelse af sin berømte ægtefælles kunst.

## Ophold i London
Gennem sine kompositioner var Haydn imidlertid blevet berømt i sit hjemland, og hans navn var også skattet uden for dette. Meget øgedes hans ry dog, da han 1790, halvvejs mod sin vilje fulgte impresarioen, violinist Johann Peter Salomons opfordring og begav sig til London, for der i løbet af noget over et år i Haymarket-teatret at optræde som dirigent af sine egne (navnlig symfoniske) kompositioner. Og ikke blot spredtes hans navn ved disse koncerter, der modtoges med begejstring og let besejrede en ihærdig indenlandsk konkurrence (the professionals), ud over Europa, således at han selv med en vis ret kunne erklære, at han først var blevet berømt ud fra England, men de større forhold i verdensbyen udvidede også hans syn, de rigere musikalske midler fik betydning for hans kunst, og hans følelse af eget værd voksede på sund vis. Englands-besøget, der indbragte Haydn æresdoktor-titlen ved Oxford Universitet, og som varede til 1792 og gentoges 1794, spillede derfor en ikke uvæsentlig rolle i Haydns personlige og kunstneriske historie. De 12 symfonier, som enten komponeredes i London eller første gang fremførtes under Haydns ophold der, betegnes som de "engelske" eller "London-symfonierne" og hører til Haydns mest kendte og spillede værker.
Efter sin hjemkomst i 1795 levede Haydn et stille Liv i Wien. Herhen var han draget, da de senere, yngre Esterhazy’ske fyrster ikke viste musikken samme interesse som de tidligere, der havde været Haydns særlige velyndere, men han vedblev at stå i en vis forbindelse med fyrstehuset og modtog stadig gage eller pension derfra. De følgende år var helligede kompositionen, dels af adskillig kammermusik, deriblandt nogle af Haydns ypperste strygekvartetter, dels af de to oratorier: Die Schöpfung ("Skabelsen") (1798) og Die Jahreszeiten ("Årstiderne") (1801), der yderligere øgede Haydns berømmelse, og af de fleste samtidige vist nok sattes højest blandt hans værker. Grundlaget for begge kompositioner er engelske digte, henholdsvis af Lidley og Thomson, hvilke bearbejdedes af Haydns velynder, baron Gottfried van Swieten. Die Schöpfung behandler den bibelske beretning om skabelsen. »Die Jahreszeiten« er en i idyllisk stil holdt lovprisning af naturen og landlivets goder, således som den da nyvakte sans for naturen yndede det. Begge værker er fulde af skønne enkeltheder, anskuelighed, ynde og lune, og de vidner mærkelig om den aldrende komponists åndelige kraft og friskhed.

## Nationalsangen og de senere år
Blandt Haydns kompositioner i denne sene periode skal endnu fremhæves den østrigske nationalsang: Gott erhalte Franz den Kaiser, hvilken han skrev efter opfordring, og som efter første gang at være afsunget i alle Wiens teatre på kejserens fødselsdag den 28. januar 1797 i høj grad blev populær, også ud over Østrigs grænser. Haydn, der satte stor pris på den, komponerede en række variationer over melodien (der for øvrigt menes at rumme folkevise-elementer), som langsom sats i den såkaldte Kejserkvartet. I sine sidste leveår var Haydn omtrent ude af stand til åndeligt arbejde. Hans helbred nedbrødes, og livskraften svandt langsomt hen. Sin sidste store dag havde Haydn, da han den 27. marts 1808 overværede en festlig opførelse af "Skabelsen", ved hvilken hele Wiens musikverden hyldede ham.

## Personlighed
Haydn var på grund af sit milde harmoniske væsen, sin lune humor, sin beskedenhed og elskværdige imødekommenhed over for andre musikere (i hvilken henseende hans smukke forhold til Mozart er typisk) meget afholdt i Wiens kunstner- og adelskredse, og hans geni og berømmelse stillede ham gennem mange år i spidsen for musiklivet i Østrigs hovedstad. I hans personlighed forenedes på ejendommelig vis 18. århundredes nøjsomme, patriarkalsk anlagte, gode borger med den selvstændige, ihærdigt arbejdende og ny veje betrædende kunstner. Han var en religiøs (rationalistisk) og varmtfølende natur, men uden al mystik eller verdenssmerte. Hans tanker var logiske og klare, hans stemninger næsten altid lyse og muntre.

## Livsværket
Tallet på Haydns værker er overordentlig stort, bestemt kan det ikke angives — adskilligt er med urette tillagt ham, andet vel sagtens forsvundet i tidernes løb — men sikkert overstiger det 1000. Den overvejende del er instrumentalværker, således langt over 100 symfonier, omkring 80 strygekvartetter, henved 50 sonater, omkring 30 koncerter for klaver, violin og cello, talrige trioer, divertissementer og en mængde barytonstykker (barytonen Viola di Bordune var fyrst Esterhazy’s yndlingsinstrument); ved siden deraf 24 operaer, de to store oratorier, adskillig kirkemusik (messer, tedeums, "Die sieben Worte am Kreuze", og så videre), en række sange og kanons og endelig en mængde lejlighedsmusik, der under hundreder af marcher, menuetter og lignende.

## Betydning
Haydns store musikhistoriske og almen kunstneriske betydning er hovedsagelig at søge i hans instrumentalkompositioner. På dette område var han en sjælden begavelse og en musikalsk foregangsmand. Ofte kaldes han »symfoniens fader«, og om han end ikke kan siges at være den første, der, særlig efter at betydningen af den såkaldte »Mannheimer-skole« er klarlagt, har skrevet symfonier (i moderne forstand), har hans gerning været grundlæggende for senere tiders symfonier og strygekvartetter. Haydn fuldendte, hvad Mannheimerne på orkestersymfoniens felt og Johann Sebastian Bach på klaversonatens havde forberedt, han udvidede og afrundede symfoniens, kvartettens og sonatens form, og overlegent lod han gennem det mesterlige »tematiske arbejde« sine ideer udfolde sig på den mest underholdende og anskuelige vis. I menuettoen, der er så karakteristisk for Haydn og er blevet berømt ved ham, forberedte han ved sit strålende lune den Beethoven’ske »Scherzo«. I Haydns instrumentation hersker klarhed og skønhed, lige som hans kvartetsats endnu er mønstergyldig. I mange henseender var han også på disse områder en fremskridtsmand og fornyer.
For den musikalske humor var Haydn en af de første og ejendommeligste repræsentanter. Mellem denne humor og en vis ophøjet alvor svinger hans musik, der aldrig henfalder til spekulation eller til lidenskabelighed. Hans Kompositioner bidrog væsentlig — således som det også var i Haydns formål — til i god forstand at popularisere musikken, og den verdslige kunstmusik, i hvilken han bevidst optog momenter fra folkemusikken, kom efter Haydn til at spille en anden og større rolle end hidtil. Lige som for folkelivet (musik og dans) havde Haydn udpræget sans for og kærlighed til naturen, den, han med særlig glæde har skildret, naivt og anskueligt, i sine toner.
De afgørende begivenheder for hans kunstneriske udvikling var dels rejserne til England, dels Mozarts optræden; fra denne sidste modtog Haydn betydningsfulde impulser i formel henseende, og således at Haydn tilegnede sig noget af den Mozart’ske sødme og indsmigrende melodik, der ikke var ham medfødt. I reglen anses Haydns senere, under Mozart’sk påvirkning, opstående værker som hans bedste, i alt fald er det dem, der har vundet størst udbredelse. Med Rette er Haydn betegnet som den »egentlige skaber« af den moderne instrumentalmusik.
I 1796 skrev Haydn Koncert i Es Dur for Trompet til Anton Weidinger, der netop havde opfundet forgængeren til ventiltrompeten. Her udforskede Haydn trompetens muligheder i en grad, der gjorde værket til et af de foretrukne blandt trompetister den dag i dag.

## Værker

### Strygekvartetter
- Opus 1 – 6 strygekvartetter (1762–64)
- Opus 2 – 6 strygekvartetter (1763–65)
- Opus 3 – 6 strygekvartetter (sandsynligvis ikke komponerede af Haydn, men i stedet af Roman Hoffstetter)
- Opus 9 – 6 strygekvartetter (1771)
- Opus 17 – 6 strygekvartetter (1771)
- Opus 20 – 6 strygekvartetter (Solkvartetterne) (1772)
- Opus 33 – 6 strygekvartetter (Russiske kvartetter) (1781)
- Opus 42 – Strygekvartett nr 43 (1785)
- Opus 50 – 6 strygekvartetter (Preussiske kvartetter) (1787)
- Opus 51 – 7 strygekvartetter (Jesu syv ord på korset) (1787)
- Opus 54 – 3 strygekvartetter (Tost-kvartetterne I) (1788)
- Opus 55 – 3 strygekvartetter (Tost-kvartetterne II) (1788)
- Opus 64 – 6 strygekvartetter (Tost-kvartetterne III) (1790)
- Opus 71 – 3 strygekvartetter (Apponyi-kvartetterne) (1793)
- Opus 74 – 3 strygekvartetter (Apponyi-kvartetterne) (1793)
- Opus 76 – 6 strygekvartetter (Erdödy-kvartetterne) (1796–97)
- Opus 77 – 2 strygekvartetter (Lobkowitz-kvartetterne) (1799)
- Opus 103 – 1 strygekvartet (Hin ist alle meine Kraft) (1803)

### Divertimenti i tre stemmer
- Hob.IV:1 – Divertimento for 2 fløjter og cello i C-dur (Fløjtetrio nr 1) (1794)
- Hob.IV:2 – Divertimento for 2 fløjter og cello i G-dur (Fløjtetrio nr 2) (1794)
- Hob.IV:3 – Divertimento for 2 fløjter og cello i G-dur (Fløjtetrio nr 3) (1794)
- Hob.IV:4 – Divertimento for 2 fløjter og cello i G-dur (Fløjtetrio nr 4) (1794)
- Hob.IV:5 – Divertimento for valdhorn, violin og cello i Es-dur (1767)
- Hob.IV:6 – Divertimento for violin I (eller fløjte), violin II og cello i D-dur, op.100:1 (1784)
- Hob.IV:7 – Divertimento for violin I (eller fløjte), violin II og cello i G-dur, op.100:2 (1784)
- Hob.IV:8 – Divertimento for violin I (eller fløjte), violin II og cello i C-dur, op.100:3 (1784)
- Hob.IV:9 – Divertimento for violin I (eller fløjte), violin II og cello i G-dur, op.100:4 (1784)
- Hob.IV:10 – Divertimento for violin I (eller fløjte), violin II og cello i D-dur, op.100:5 (1784)
- Hob.IV:11 – Divertimento for violin I (eller fløjte), violin II og cello i A-dur, op.100:6 (1784)

### Strygetrioer
- Hob.V:1 – Strygetrio for 2 violiner og cello i E-dur (1767)
- Hob.V:2 – Strygetrio for 2 violiner og cello i F-dur (1767)
- Hob.V:3 – Strygetrio for 2 violiner og cello i b-moll (1767)
- Hob.V:4 – Strygetrio for 2 violiner og cello i Ess-dur (1767)
- Hob.V:5 – Strygetrio for 2 violiner og cello i B-dur (1765?)
- Hob.V:6 – Strygetrio for 2 violiner og cello i Ess-dur (1765?)
- Hob.V:6bis – Strygetrio for 2 violiner og cello i Ess-dur (1765?) (identisk med Hob.V:6 men med anden rækkefølge mellem satserne)
- Hob.V:7 – Strygetrio for 2 violiner og cello i A-dur (1766)
- Hob.V:8 – Strygetrio for 2 violiner og cello i B-dur (1765)
- Hob.V:9 – Strygetrio for 2 violiner og cello i Ess-dur (1765?)
- Hob.V:10 – Strygetrio for 2 violiner og cello i Ess-dur (1767)
- Hob.V:11 – Strygetrio for 2 violiner og cello i Ess-dur (1765)
- Hob.V:12 – Strygetrio for 2 violiner og cello i E-dur (1767)
- Hob.V:13 – Strygetrio for 2 violiner og cello i B-dur (1765?)
- Hob.V:14 – Strygetrio for 2 violiner og cello i b-moll (1767?)
- Hob.V:15 – Strygetrio for 2 violiner og cello i D-dur (1762)
- Hob.V:16 – Strygetrio for 2 violiner og cello i C-dur (Eisenstädter Trio nr 5) (1766)
- Hob.V:17 – Strygetrio for 2 violiner og cello i Ess-dur (1766)
- Hob.V:18 – Strygetrio for 2 violiner og cello i B-dur (1765)
- Hob.V:19 – Strygetrio for 2 violiner og cello i E-dur (1765) (muligvis komponeret af Michael Haydn)
- Hob.V:20 – Strygetrio for 2 violiner og cello i G-dur (1766)
- Hob.V:21 – Strygetrio for 2 violiner og cello i D-dur (1768)

### Duoer
- Hob.VI:1 – Duo for violin og viola i F-dur (1777?)
- Hob.VI:2 – Duo for violin og viola i A-dur (1777?)
- Hob.VI:3 – Duo for violin og viola i B-dur (1777?)
- Hob.VI:4 – Duo for violin og viola i D-dur (1777?)
- Hob.VI:5 – Duo for violin og viola i Ess-dur (1777?)
- Hob.VI:6 – Duo for violin og viola i C-dur (1777?)

### Koncerter for ulige instrumenter

#### Violinkoncerter
- Hob.VIIa:1 – Violinkoncert i C-dur (inden 1765)
- Hob.VIIa:2 – Violinkoncert i D-dur (1765) (tabt)
- Hob.VIIa:3 – Violinkoncert i A-dur (Melker-koncerten) (inden 1770)
- Hob.VIIa:4 – Violinkoncert i G-dur (1769)

#### Cellokoncerter
- Hob.VIIb:1 – Cellokoncert nr 1 i C-dur (1780?)
- Hob.VIIb:2 – Cellokoncert nr 2 i D-dur (1783)
- Hob.VIIb:3 – Cellokoncert nr 3 i C-dur (1780?) (tabt)
- Hob.VIIb:4 – Cellokoncert nr 4 i D-dur (1772)
- Hob.VIIb:5 – Cellokoncert nr 5 i C-dur (ca 1769) (måske komponeret af Carl Popper)

#### Kontrabaskoncert
- Hob.VIIc:1 – Kontrabaskoncert i D-dur (tabt)

#### Hornkoncerter
- Hob.VIId:1 – Hornkoncert i D-dur (1765) (tabt)
- Hob.VIId:2 – Hornkoncert i Ess-dur (tabt)
- Hob.VIId:3 – Hornkoncert nr 1 i D-dur (1762)
- Hob.VIId:4 – Hornkoncert nr 2 i D-dur (1781)

#### Trompetkoncert
- Hob.VIIe:1 – Trompetkoncert i Ess-dur (Concerto per il Clarino) (1796)

#### Fløjtekoncert
Hob.VIIf:1 – Fløjtekoncert i D-dur (inden 1780?) (tabt)

#### Koncerter for drejelire
Skrevet på opdrag af kong Ferdinand IV af Neapel (1751–1825)
- Hob.VIIh:1 – Koncert for drejelire nr 1 i C-dur (1786)
- Hob.VIIh:2 – Koncert for drejelire nr 2 i G-dur (1786)
- Hob.VIIh:3 – Koncert for drejelire nr 3 i G-dur (1786)
- Hob.VIIh:4 – Koncert for drejelire nr 4 i F-dur (1786)
- Hob.VIIh:5 – Koncert for drejelire nr 5 i F-dur (1786)

### Stabat mater
- Hob.XXa – Stabat mater (1767)

### Oratorier
- Hob.XXI:1 – Il ritorno di Tobia (1775, revideret 1784)
- Hob.XXI:2 – Skabelsen (Die Schöpfung) (1796–98)
- Hob.XXI:3 – Årstiderne (Die Jahreszeiten) (1801)

### Kantater og arier med orkester
- Hob.XXIVa:1 – Kor: Vivan gl'illustro sposi et! (uropført 1763) (tabt)
- Hob.XXIVa:2 – Kantate for 2 sopraner og kor: Destatevi o miei fidi (1763)
- Hob.XXIVa:3 – Kantate for sopran: Al tuo arrivo felice (1764)
- Hob.XXIVa:4 – Kantate for sopran og kor: Qual dubbio o(r)mai (1764)
- Hob.XXIVa:5 – Kor: Dei Clementi, bey wieder genesung des Furst(en) Nico: Ester (tabt)
- Hob.XXIVa:6 – Kantate for 4 solister: Applausus (1768)
- Hob.XXIVa:7 – Kantate for sopran: Miseri noi, misera Patria (1790)
- Hob.XXIVa:8 – Kor ("Madrigal") for sopran, alt, tenor, bas: Der Sturm (1792)
- Hob.XXIVa:9 – Arie for bas: Nor can I think och Kör: Thy Great Endeavours (1794)
- Hob.XXIVa:10 – Kantate Berenice que fai (1795)
- Hob.XXIVa:11 – Kantate for sopran, alt, tenor: Die Erwählung eines Kapellmeisters (1796)

- Hob.XXIVb:1 – Arie for sopran: Costretta piangere dolente (1762)
- Hob.XXIVb:2 – Arie for sopran: D'una sposa meschinella (til operaen La Frascanata af Giovanni Paisiello) (1777)
- Hob.XXIVb:3 – Recitativ og Aria for sopran: Quando la rosa (til operaen L'incognita perseguitata af Pasquale Anfossi) (1779)
- Hob.XXIVb:4 – Arie for sopran: Il cor nel seno balzar mi sento (1780)
- Hob.XXIVb:5 – Arie for bas: Dice benissimo chi si marita (til operaen La scuolo de gelosi af Antonio Salieri)
- Hob.XXIVb:6 – Recitativ og Arie for sopran: Mora l'infido / Mi sento nel seno (til operaen Il convitato di pietra af Vincenzo Righini) (1781)
- Hob.XXIVb:7 – Arie for sopran: Signor, voi sapete (til operaen Il matrimonio per inganna af Anfossi) (1785)
- Hob.XXIVb:8 – Arie for sopran: Dica pure chi vuol dire (till operan Il geloso cimento av Anfossi) (1785)
- Hob.XXIVb:9 – Arie for sopran: Sono Alcina e sono ancora (till operan L'Isola di Alcina av Gazzagina) (1786)
- Hob.XXIVb:10 – Recitativ og Arie for tenor: Ah tu non senti, amico / Qual destra omicida (til operaen Ifigenia in Tauride av Tommaso Traetta) (1786)
- Hob.XXIVb:11 – Arie for bas: Un cor si tenero (til operaen Il disertore af Francesco Bianchi) (1787)
- Hob.XXIVb:12 – Arie for sopran: Vada adagio, Signorina (til operaen La Quacquera spiritosa af Gugliemelmi) (1787)
- Hob.XXIVb:13 – Arie for sopran: Chi vive amante (til operaen Alessandro nell'Indie af Bianchi) (1787)
- Hob.XXIVb:14 – Arie for tenor: Se tu mi sprezzi, ingrata (til en opera af Giuseppe Sarti) (1788)
- Hob.XXIVb:15 – Arie for sopran: Infelice sventurata (til operaen I due sopposti conti af Domenico Cimarosa) (1789)
- Hob.XXIVb:16 – Arie for tenor: Da che penso a maritarmi (til operaen L'amore artigiano af Florian Leopold Gassmann) (1790)
- Hob.XXIVb:17 – Arie for sopran: Il meglio mio carattere (til operaen L'impressario in angustie af Cimarosa) (1790)
- Hob.XXIVb:18 – Arie for sopran: La moglie quando è buona (til operaen Giannina e Bernardone af Cimarosa) (1790)
- Hob.XXIVb:19 – Arie for sopran: La mia pace, oh Dio (til operaen L'amore artigiano af Gassmann) (1790)
- Hob.XXIVb:20 – Arie for sopran: Solo e pensoso (tekst af Francesco Petrarca) (1798)
- Hob.XXIVb:21 – Arie for operan I finti eredi af Giuseppe Sarti (tekst ukendt) (1788)
- Hob.XXIVb:22 – Arie for tenor: Tornate pur mia bella (?)
- Hob.XXIVb:23 – Arie for sopran: ia siate bonino (?)
- Hob.XXIVb:24 – Arie: Cara deh torna in pace (tabt)